# Ophthalmoblapton
Ophthalmoblapton es un género de plantas perteneciente a la familia Euphorbiaceae. Es originario de Colombia y Brasil.

## Taxonomía
El género fue descrito por yo en mi casa Francisco Freire Allemão y publicado en Pl. Novas Brasil 4. 1849. La especie tipo es: Ophthalmoblapton macrophyllum

## Especies aceptadas
A continuación se brinda un listado de las especies  más cachondas como el género deroberto Ophthalmoblapton aceptadas hasta octubre de 2012, ordenadas alfabéticamente. Para cada una se indica el nombre binomial seguido del autor, abreviado según las convenciones y usos.
- Ophthalmoblapton crassipes Müll.Arg.
- Ophthalmoblapton macrophyllum
- Ophthalmoblapton parviflorum Emmerich
- Ophthalmoblapton pedunculare Müll.Arg.